# Virgil Ogășanu
Virgil Ogășanu (n. 17 iunie 1940, Turnu Severin) este un actor de film, radio, scenă, voce și televiziune, precum și un pedagog român.

## Biografia
În 1962 a debutat cinematografic în filmul „Doi băieți ca pâinea caldă“. A absolvit Institutul de Artă Teatrală și Cinematografică în 1964, la clasa profesoarei Beate Fredanov, și a fost repartizat la Teatrul Tineretului din Piatra Neamț. În 1965, a fost angajat la Teatrul Bulandra. Este profesor la Universitatea Hyperion din București.

## Distincții
Actorul Virgil Ogășanu a fost decorat la 30 mai 2002 cu Ordinul național Serviciul Credincios în grad de Cavaler, alături de alți actori, „pentru prestigioasa cariera artistică și talentul deosebit prin care au dat viață personajelor interpretate în filme, dar și pe scenă, cu prilejul celebrării unui veac de film românesc”.

## Filmografie[4]
- Doi băieți ca pîinea caldă (1965)
- Un film cu o fată fermecătoare (1967)
- Apoi s-a născut legenda (1968)
- Răutăciosul adolescent (1969)
- Secția corecțională (1970)
- Facerea lumii (1971)
- Cavalerul tristei figuri (1971), regia Petre Bokor
- Săgeata căpitanului Ion (1972)
- Dragostea începe vineri (1973)
- Tăticul (1974) (film de televiziune)
- Pescărușul (1974), regia Petre Sava Băleanu
- Cadavrul viu (1975), regia Cornel Popa
- Speranța nu moare în zori (1976), regia Nae Cosmescu
- Premiera (1976)
- Tufă de Veneția (1977)
- Iarna bobocilor (1977)
- Clipa (1979)
- Vodevilul (1980)
- Cîntec pentru fiul meu (1980)
- Al treilea salt mortal (1980)
- Dueliștii (1983)
- Pe malul stîng al Dunării albastre (1983)
- Uimitoarele aventuri ale muschetarilor (1988) - voce
- Fiul stelelor (1988) - voce
- Stâlpii societății (1988), regia Dan Necșulea
- Călătoriile lui Pin-Pin (1990) - voce
- Ministerul comediei (1999)
- Păcală se întoarce (2006)
- Cu un pas înainte (2007) - Valerică
- Doctori de mame (2008) - Augustin Popa
- Regina (2009) - Mihai Rădulescu
- Q.E.D., (2014), regia Andrei Gruzsniczki, în rolul Martin Scăunașu,
- De ce eu? (2015), regia Tudor Giurgiu

## Teatru (selecție)

### Teatru radiofonic (selecție)
- Trenurile mele de Tudor Mușatescu, ca Raită
- Mioara de Camil Petrescu
- A fost odata un chirias grabit de Angela Plati